# Linka Keió
Linka Keió (japonsky 京王線, Keió-sen) je linka v západní části Tokia, která spojuje stanice Šindžuku a Keió-Hačiódži. Provozovatelem linky je soukromá společnost Keió. Na japonské poměry má atypický rozchod 1372 mm. Zvláštní je i množstvím vlaků, které ji využívají pouze po čast cesty a přejíždejí na další tratě společnosti Keió.

## Trať a její provoz
Na trati je provozováno mnoho druhů spojů. Klasické místní spoje, ekvivalenty českých osobních vlaků, jsou doplněny velkým množstvím rychlejších expresních spojů. Ty trať často využívají jen zčásti.

### Stanice[2]
Pro lepší přehlednost a vyhledatelnost v mapách je použit pro názvy stanic Hepburnův přepis.
| Číslo                                                               | Stanice             | Japonsky     | Vzdálenost (km) | Vzdálenost (km) | Přestupy | Město    |
| Číslo                                                               | Stanice             | Japonsky     | mezi stanicemi  | celková         | Přestupy | Město    |
| ------------------------------------------------------------------- | ------------------- | ------------ | --------------- | --------------- | --- | -------- |
|                                                                     | Shinjuku            | 新宿         | -               | 0.0             | linka Čuo linka Čuo-Sobu linka Jamanote linka Saikjó linka Šonan-Šindžuku linka Marunouči linka Toei Oedo linka Toei Šindžuku linka Odakjú Odawara linka Seibu Šindžuku | Šindžuku |
| Stanice Hatsudai a Hatagaya jsou dostupné pouze na Nové lince Keió. |                     |              |                 |                 | |          |
|                                                                     | Sasazuka            | 笹塚         | 3.6             | 3.6             | Nová linka Keió | Šibuja   |
|                                                                     | Daitabashi          | 代田橋       | 0.8             | 4.4             | | Setagaja |
|                                                                     | Meidaimae           | 明大前       | 0.8             | 5.2             | linka Keió Inokašira | Setagaja |
|                                                                     | Shimo-Takaido       | 下高井戸     | 0.9             | 6.1             | linka Tokjú Setagaja | Setagaja |
|                                                                     | Sakurajōsui         | 桜上水       | 0.9             | 7.0             | | Setagaja |
|                                                                     | Kami-Kitazawa       | 上北沢       | 0.8             | 7.8             | | Setagaja |
|                                                                     | Hachimanyama        | 八幡山       | 0.6             | 8.4             | | Suginami |
|                                                                     | Roka-kōen           | 芦花公園     | 0.7             | 9.1             | | Setagaja |
|                                                                     | Chitose-Karasuyama  | 千歳烏山     | 0.8             | 9.9             | | Setagaja |
|                                                                     | Sengawa             | 仙川         | 1.6             | 11.5            | | Čófu     |
|                                                                     | Tsutsujigaoka       | つつじヶ丘   | 1.0             | 12.5            | | Čófu     |
|                                                                     | Shibasaki           | 柴崎         | 0.8             | 13.3            | | Čófu     |
|                                                                     | Kokuryō             | 国領         | 0.9             | 14.2            | | Čófu     |
|                                                                     | Fuda                | 布田         | 0.7             | 14.9            | | Čófu     |
|                                                                     | Chōfu               | 調布         | 0.6             | 15.5            | linka Keió Sagamihara | Čófu     |
|                                                                     | Nishi-Chōfu         | 西調布       | 1.5             | 17.0            | | Čófu     |
|                                                                     | Tobitakyū           | 飛田給       | 0.7             | 17.7            | | Čófu     |
|                                                                     | Musashinodai        | 武蔵野台     | 1.1             | 18.8            | linka Seibu Tamagawa | Fučú     |
|                                                                     | Tama-Reien          | 多磨霊園     | 0.8             | 19.6            | | Fučú     |
|                                                                     | Higashi-Fuchū       | 東府中       | 0.8             | 20.4            | linka Keió Keibadžó | Fučú     |
|                                                                     | Fuchū               | 府中         | 1.5             | 21.9            | | Fučú     |
|                                                                     | Bubaigawara         | 分倍河原     | 1.2             | 23.1            | linka Nambu | Fučú     |
|                                                                     | Nakagawara          | 中河原       | 1.6             | 24.7            | | Fučú     |
|                                                                     | Seiseki-Sakuragaoka | 聖蹟桜ヶ丘   | 1.6             | 26.3            | | Tama     |
|                                                                     | Mogusaen            | 百草園       | 1.7             | 28.0            | | Hino     |
|                                                                     | Takahatafudō        | 高幡不動     | 1.7             | 29.7            | linka Keió Dóbutsuen Tama Toši monorail | Hino     |
|                                                                     | Minamidaira         | 南平         | 2.4             | 32.1            | | Hino     |
|                                                                     | Hirayamajōshi-kōen  | 平山城址公園 | 1.3             | 33.4            | | Hino     |
|                                                                     | Naganuma            | 長沼         | 1.5             | 34.9            | | Hačiódži |
|                                                                     | Kitano              | 北野         | 1.2             | 36.1            | linka Keió Takao | Hačiódži |
|                                                                     | Keiō-Hachiōji       | 京王八王子   | 1.8             | 37.9            | linka Čuo linka Jokohama ■ linka Hačiko | Hačiódži |